# نيكولاوس بودمان
نيكولاوس بودمان (بالألمانية: Nikolaus von Bodman)‏ هو عالم طيور ألماني، ولد في 23 فبراير 1903 في Bodman-Ludwigshafen ‏ في ألمانيا، وتوفي في 25 أكتوبر 1988 في Möggingen ‏ في ألمانيا.